# Zoutelande

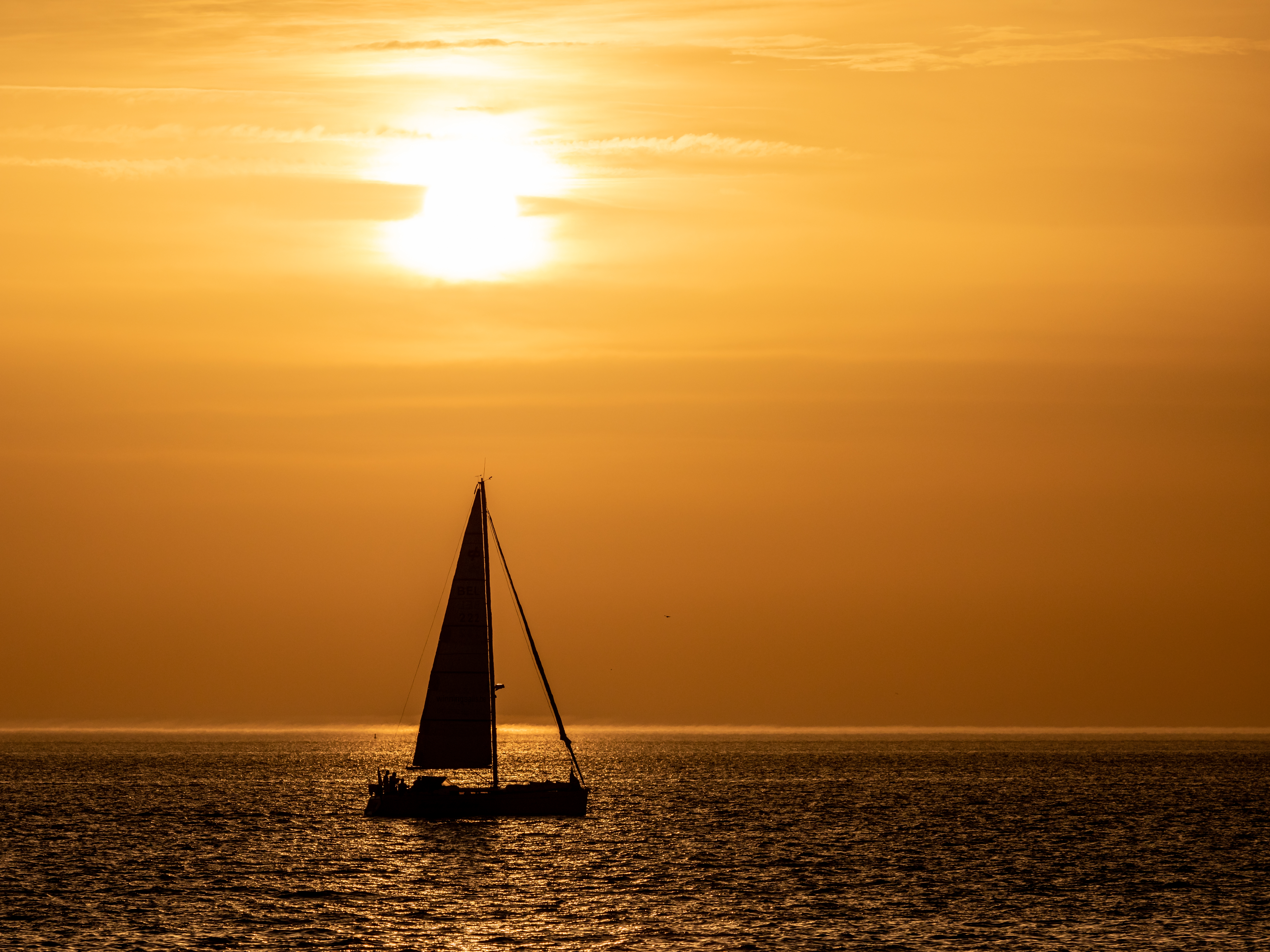
Un bateau passe sous le Soleil depuis la plage de Westerschelde à Zoutelande. Octobre 2022.

Zoutelande est un village appartenant à la commune néerlandaise de Veere, situé dans la province de la Zélande. Le 1er janvier 2007, le village comptait 1 523 habitants. Il est situé sur Walcheren.
Zoutelande était une commune indépendante jusqu'au 1er juillet 1966. À cette date, elle fusionna avec Biggekerke et Coudekerque pour former la nouvelle commune de Valkenisse.

## Chanson de BLØF et Geike Arnaert
En novembre 2017, le groupe de pop-rock Bløf, en collaboration avec la chanteuse Geike Arnaert (ex Hooverphonic) sort le single Zoutelande, qui est une reprise en néerlandais du morceau "Frankfurt Oder" des Allemands Bosse et Anna Loos. Le thème abordé (le souvenir de bons moments passés en vacances au pays) reprend la trame du texte allemand, ne changeant que le lieu-titre. La chanson atteint le sommet des classements aux Pays-Bas et en Flandres, et contribue à relancer l'intérêt des Flamands pour les vacances en Zélande.